# Tanja Knezić
Tanja Knezić (21. siječnja 1947. – Zagreb, 30. kolovoza 1986.) je bila hrvatska kazališna, televizijska i filmska glumica.

## Životopis
Nagrađena je Zlatnom arenom za najbolju žensku epizodnu ulogu (Prijeki sud) na festivalu u Puli.

## Filmografija

### Televizijske uloge
- "Ča smo na ovon svitu" kao File (1973.)
- "Sam čovjek" kao Cvjeta (1970.)

### Filmske uloge
- "Tri lutalice" (glas) (1986.)
- "Zločin u školi" kao tajnica (1982.)
- "Prijeki sud" (1978.)
- "Živjeti od ljubavi" kao studentica (1973.)
- "Mirisi, zlato i tamjan" kao maloljetna štićenica časnih sestara (1971.)

### Sinkronizacija
- "Štrumpfovi" kao Štrumpfeta (1985.)

## Vanjske poveznice
- Tanja Knezić u internetskoj bazi filmova IMDb-u (engl.)
- Stranica na poznateface.blog.hr